# Crime au café-concert
Pour plus de détails, voir Fiche technique et Distribution.
Crime au café-concert (Zločin v šantánu) est un film tchécoslovaque réalisé par Jiří Menzel, sorti en 1968.

## Fiche technique
- Titre original : Zločin v šantánu
- Titre français : Crime au café-concert
- Réalisation : Jiří Menzel
- Scénario : Jiří Menzel et Josef Škvorecký
- Pays d'origine : Tchécoslovaquie
- Format : Noir et blanc - 35 mm - 1,37:1 - Mono
- Genre : comédie
- Durée : 85 minutes
- Date de sortie : 1968

## Distribution
- Jiří Suchý : Pepicek
- Jiří Šlitr : Vilém
- Eva Pilarová : Klára Králová
- Vlastimil Brodský : le ministre
- Jitka Zelenohorská : Stella
- Jiří Grossmann : le jongleur
- Jan Libíček : le détective
- Jan Přeučil : Ikaro Valenta